# Polystichum kai-montanum
Polystichum kai-montanum är en träjonväxtart som beskrevs av Shunsuke Serizawa.
Polystichum kai-montanum ingår i släktet Polystichum och familjen Dryopteridaceae. Inga underarter finns listade i Catalogue of Life.